# Metropolia Rosario
Metropolia Rosario – metropolia rzymskokatolicka w Argentynie utworzona 20 kwietnia 1934.

## Diecezje wchodzące w skład metropolii
- Archidiecezja Rosario
  - Diecezja San Nicolás de los Arroyos
  - Diecezja Venado Tuerto

## Biskupi
- Metropolita: abp Eduardo Martín (od 2014) (Rosario)
- Sufragan: bp Hugo Norberto Santiago (od 2016) (San Nicolás de los Arroyos)
- Sufragan: bp Gustavo Help (od 2000) (Venado Tuerto)

## Główne świątynie
- Bazylika archikatedralna Matki Boskiej Różańcowej w Rosario
- Bazylika św. Józefa w Rosario
- Katedra św. Mikołaja w San Nicolás de los Arroyos
- Katedra Niepokalanego Poczęcia NMP w Venado Tuerto